# 真興
真興（419年二月—425年七月）是十六國時期夏國政權，夏國世祖武烈帝赫連勃勃的年號，共計6年餘。
根據《吐魯番文書》中自北涼玄始十三年起出現相當於十三、十四年的夏國真興六、七年（424年至425年）年號，已經被認爲是沮渠氏北涼在玄始十三年（424年）奉夏正朔的結果。

## 纪年
| 真興 | 元年  | 二年  | 三年  | 四年  | 五年  | 六年  |
| ---- | ----- | ----- | ----- | ----- | ----- | ----- |
| 公元 | 419年 | 420年 | 421年 | 422年 | 423年 | 424年 |
| 干支 | 己未  | 庚申  | 辛酉  | 壬戌  | 癸亥  | 甲子  |

## 参看
- 中国年号索引
  - 其他使用玄始年號的政權
- 同期存在的其他政权年号
  - 元熙（419年正月-420年六月）：東晉皇帝晋恭帝司马德文的年号
  - 永初（420年六月—423年十二月）：南朝宋皇帝宋武帝刘裕的年号
  - 景平（423年正月—424年八月）：南朝宋皇帝宋少帝刘义符的年号
  - 元嘉（424年八月—453年十二月）：南朝宋皇帝宋文帝刘义隆的年号
  - 永康（412年八月-419年十二月）：西秦政权乞伏熾磐年号
  - 建弘（420年正月-428年五月）：西秦政权乞伏炽磐年号
  - 太平（409年十月-430年十二月）：北燕政权冯跋年号
  - 嘉兴（417年二月—420年七月）：西涼政权李歆年号
  - 永建（420年十月-421年三月）：西凉政权李恂年号
  - 永安（401年六月-412年十月）：北凉政权沮渠蒙逊年号
  - 玄始（412年十一月-428年十二月）：北凉政权沮渠蒙逊年号
  - 泰常（416年四月-423年十二月）：北魏政权北魏明元帝拓跋嗣年号
  - 始光（424年正月-428年正月）：北魏政权北魏太武帝拓跋燾年号